# Mais où est donc passée la septième compagnie?
Mais où est donc passée la septième compagnie? is een Franse film van Robert Lamoureux die werd uitgebracht in 1973.
Met bijna vier miljoen toeschouwers was deze komedie, op Les Aventures de Rabbi Jacob na, de succesrijkste Franse film aan de Franse filmkassa's in 1973.

## Samenvatting
Mei-juni 1940. Tijdens de beschamende afgang van het Franse leger heeft de zevende transmissie-compagnie zich in de bossen teruggetrokken. Sergeant-chef Chaudard en de soldaten Tassin en Pitivier worden naar een uitkijkpost gestuurd. Daar maken ze een telefonische verbinding met hun compagnie. Omdat de telefoondraad komt blootliggen wordt die al vlug opgemerkt door de Duitsers. Die ruiken onraad, omsingelen de compagnie en nemen iedereen gevangen, behalve de drie verkenners. 
Chaudard en zijn twee ondergeschikten verstoppen zich en houden zich ver van de frontlinie. Wat later botsen ze op luitenant Duvauchel, een gevechtspiloot wiens vliegtuig werd neergehaald. Duvauchel neemt de leiding over het trio. Aan zichzelf overgeleverd trekken ze door bezet Frankrijk. Toch is Duvauchel niet van plan zich zomaar over te geven.    

## Rolverdeling
| Acteur                | Personage                        |
| --------------------- | -------------------------------- |
| Jean Lefebvre         | soldaat Pithivier                |
| Pierre Mondy          | sergeant-chef Chaudard           |
| Aldo Maccione         | soldaat Tassin                   |
| Robert Lamoureux      | kolonel Blanchet                 |
| Pierre Tornade        | kapitein Dumont                  |
| Jacques Marin         | Marcel Chataigner, de kruidenier |
| Marcelle Ranson-Hervé | mevrouw Thévenay                 |
| Érik Colin            | luitenant Duvauchel              |
| Paul Bisciglia        | een burger op de vlucht          |
| Robert Dalban         | de landbouwer                    |
| Alain Doutey          | Carlier, le 'p'tit'              |
| Rudy Lenoir           | de Duitse adjudant               |